# Josué Bengtson
Josué Bengtson ComMM (Getulina, 27 de maio de 1944) é um pastor da Igreja Quadrangular e político brasileiro, filiado ao Partido Renovação Democrática (PRD). Foi deputado federal pelo Pará durante quatro mandatos.

## Vida e trabalho pastoral
Josué Bengtson nasceu em Getulina, no estado de São Paulo, no dia 27 de maio de 1944, filho de João André Bengtson e Elza Luiza Bengtson. Em 1955 conheceu na cidade de Lins a “Tenda de Jesus”, que era parte da missão da Igreja do Evangelho Quadrangular, e que recebia caravanas de diversas cidades.  Depois, em 1960, foi fundada a Igreja Quadrangular em sua cidade, Getulina, e sua família, que congregava na igreja Presbiteriana, ouvia no rádio o programa “Visita ao seu Lar”, na Rádio Difusora. 
Porém apenas em 28 de janeiro de 1961 Bengtson veio a se converter, na igreja de Getulina, quando convidado por sua irmã mais velha, Ana Bengtson.   No dia seguinte foi batizado e colocado para ajudar na congregação e fazer cultos nas casas.  Em 1961 começou a pregar e foi elevado a obreiro pelo pastor João Ferreira de Souza.  Josué então fundou igrejas em Rancharia, Paraguaçu Paulista e Martinópolis, no estado de São Paulo, bem como fazia campanhas evangelísticas em Tupã.
Em 14 de maio de 1966 se casou com Marilene Maestri Bengtson, com quem teve quatro filhos.
Bengtson foi superintendente, supervisor estadual e secretário executivo da Igreja. Fundou ainda a igreja nas cidades de Amambai e Ponta Porã, no Mato Grosso do Sul; Feira de Santana, Vitória da Conquista, Itambé, Jequié e Belo Campo na Bahia; Rio do Sul e Lages em Santa Catarina; além de oito igrejas em Belém, no Pará. A igreja de Feira de Santana, no bairro Serraria Brasil, foi a primeira Quadrangular do Nordeste, aberta na época sob o nome “Prece Poderosa”. 
Atualmente é presidente do Conselho Estadual de Diretores do estado do Pará, e pastor titular da igreja do bairro da Pedreira, na capital Belém.
Em maio de 2023 um avião de sua denominação evangélica, a Igreja Quadrangular, foi interceptado pela Polícia Federal no aeroporto de Belém com mais de 290kg de skunk, uma forma de maconha potencializada. Nesta ocasião veio a público seu parentesco com a ex-ministra bolsonarista e atual senadora Damares Alves (Republicanos-DF), de quem é tio e a empregou em seu gabinete na Câmara dos Deputados há mais de 20 anos.

## Carreira política
Josué Bengtson filiou-se em 1997 ao Partido Trabalhista Brasileiro (PTB), disputando e sendo eleito ao cargo de deputado federal nas eleições de 1998. Em 2000, foi admitido pelo presidente Fernando Henrique Cardoso à Ordem do Mérito Militar no grau de Comendador especial.
Nas eleições do mesmo ano, candidatou-se a vice-prefeito de Belém na chapa de Zenaldo Coutinho, do Partido da Social Democracia Brasileira (PSDB), pela coligação "União por Belém". Não conseguiu vencer as eleições, ficando em terceiro lugar, enquanto conquistadas no segundo turno pela coligação "Frente Belém Popular" de Edmilson Rodrigues, do Partido dos Trabalhadores (PT), e que reunia partidos de esquerda.
Em 2002, 2010 e 2014 novamente se elegeu para a Câmara dos Deputados pelo estado do Pará, estando em seu quarto mandato, o da 55.ª legislatura (2015-2019).
Nas quatro legislaturas de que participou, diversas vezes foi vice-líder do PTB na Câmara, e de blocos contendo o partido. Integra a chamada bancada evangélica no Congresso. Votou a favor do Processo de impeachment de Dilma Rousseff. Já durante o Governo Michel Temer, votou a favor da PEC do Teto dos Gastos Públicos.
Em abril de 2017 foi favorável à Reforma Trabalhista. 
Em 2018, foi condenado pela Justiça Federal à perda do mandato por enriquecimento ilícito em esquema de desvio de recursos da saúde no Pará, conhecido como "máfia das ambulâncias". Bengston também teve os direitos políticos suspensos por oito anos e deve pagar cerca de R$ 150 mil em multas e devolução de recursos.
Em 2020 criticou o regime de cotas previsto em lei federal (Nº 12.711/2012) ao afirmar que "não entraria em um avião pilotado por um cotista".  A fala foi considerada por especialistas na área das ciência sociais e educação como racista, por se tratar de cotas para negros, pardos e indígenas.

## Votações contra a investigação de Michel Temer
Em agosto de 2017 votou contra o processo em que se pedia abertura de investigação do então presidente Michel Temer, ajudando a arquivar a denúncia do Ministério Público Federal.
Na sessão do dia 25 de outubro de 2017, o deputado, mais uma vez, votou contra o prosseguimento da investigação do então presidente Michel Temer, acusado pelos crimes de obstrução de Justiça e organização criminosa. O resultado da votação livrou Michel Temer de uma investigação por parte do Supremo Tribunal Federal (STF). 